# Tyran des llanos
Phelpsia inornata
Genre
Espèce
Statut de conservation UICN

 LC  : Préoccupation mineure
Le Tyran des llanos (Phelpsia inornata) est une espèce de passereau de la famille des Tyrannidae. Il est le seul représentant du genre Phelpsia,.

## Distribution
Cet oiseau vit dans les Llanos du Venezuela,,.